# NRP São Miguel (A 5208)
O NRP São Miguel (indicativo visual: A 5208) foi um navio de apoio logístico, ao serviço da Marinha Portuguesa, entre 1986 e 1994.
O navio foi construído na Noruega, como navio de carga, entrando ao serviço de um armador holandês, em 1962, com o nome de Sirefjell.
Em 1971, foi comprado pelo armador português Sociedade Geral de Comércio, Indústria e Transportes (SG), sendo rebatizado N/M Cabo Verde. Com a absorção da SG pela Companhia Nacional de Navegação (CNN), em 1972, o Cabo Verde passou para o serviço desta.
O Cabo Verde dispunha da seguinte capacidade de carga: 6 462,7 m3 de fardos, 6 885,4 m3 de grão, 500,6 m3 de carga frigorífica e 357,7 m3 de carga líquida.
Na sequência do processo de extinção da CNN - que havia sido nacionalizada em 1975 - o Cabo Verde foi adquirido pela Marinha Portuguesa para ser utilizado como navio de apoio logístico, em 1986, sendo, então, rebatizado São Miguel. No entanto, o navio tinha muitas limitações para desempenhar a função que Marinha lhe atribuiu, só podendo, praticamente, ser usado no transporte de carga.
Em 1990 o navio é utilizado no transporte de material de combate à poluição para a ilha de Porto Santo, por ocasião da maré negra provocada pelo derrame de 25 000 toneladas de crude pelo petroleiro Aragón.
Pouco depois, o navio fez duas viagens ao golfo Pérsico, transportando material de guerra britânico para as forças da Coligação que iriam libertar o Koweit invadido pelo Iraque. O São Miguel torna-se, assim, na única unidade militar portuguesa presente na Primeira Guerra do Golfo.
Na missão de apoio logístico à esquadra, o São Miguel foi substituído, em 1993, pelo NRP Bérrio.
As Forças Armadas Portuguesas decidiram então, afundar, no mar alto, o São Miguel em 1994, carregado com munições antigas e fora de prazo, que estavam armazenadas em paióis da Marinha, Exército e Força Aérea. No entanto, ao ser realizado o afundamento - provavelmente devido a uma reacção química entre os explosivos e a água salgada - ocorreu uma enorme explosão sentida, por detectores sísmicos, a milhares de quilómetros de distância.